# Фінал Кубка Стенлі 1994

Фінал Кубка Стенлі 1994 (англ. Stanley Cup Finals) — 102-й загалом фінал Кубка Стенлі та сезону 1993–1994 у НХЛ між командами «Нью-Йорк Рейнджерс» та «Ванкувер Канакс». Фінальна серія стартувала 31 травня в Нью-Йорку, а фінішувала 14 червня перемогою «Нью-Йорк Рейнджерс».
У регулярному чемпіонаті «Нью-Йорк Рейнджерс» фінішували першими в Східній конференції набравши 112 очок, а «Ванкувер Канакс» посіли сьоме місце в Західній конференції з 85 очками.
У фінальній серії перемогу здобули «Нью-Йорк Рейнджерс» 4:3. Приз Кона Сміта (найкращого гравця фінальної серії) отримав захисник «Рейнджерів» Браєн Літч.
Цією перемогою Нью-Йоркська команда зняла з себе так зване «Прокляття 1940 року» й вперше за останні 54 роки отримала Кубок Стенлі.

## Шлях до фіналу
| Західна конференція     |          |                    |                   |                                                   |
| Стадія                  | Суперник | Суперник           | Загальний рахунок | Результати матчів                                 |
| Чвертьфінал конференції | 2        | Калгарі Флеймс     | 4 : 3             | 5:0, 5:7, 2:4, 2:3, 2:1 (ОТ), 3:2 (ОТ), 4:3 (2ОТ) |
| Півфінал конференції    | 4        | Даллас Старс       | 4 : 1             | 6:4, 3:0, 3:4, 2:1 (ОТ), 4:2                      |
| Фінал конференції       | 3        | Торонто Мейпл Ліфс | 4 : 1             | 2:3 (ОТ), 4:3, 4:0, 2:0, 4:3 (2ОТ)                |

| Східна конференція      |          |                    |                   |                                                     |
| Стадія                  | Суперник | Суперник           | Загальний рахунок | Результати матчів                                   |
| Чвертьфінал конференції | 8        | Нью-Йорк Айлендерс | 4 : 0             | 6:0, 6:0, 5:1, 5:2                                  |
| Півфінал конференції    | 7        | Вашингтон Кепіталс | 4 : 1             | 6:3, 5:2, 3:0, 2:4, 4:3                             |
| Фінал конференції       | 3        | Нью-Джерсі Девілс  | 4 : 3             | 3:4 (2ОТ), 4:0, 3:2 (2ОТ), 1:3, 1:4, 4:2, 2:1 (2ОТ) |

## Арени
| Ванкувер          | Пасифік Колізіум Медісон-сквер-гарденclass=notpageimage\| Арени фіналу Кубка Стенлі 1994 | Нью-Йорк             |
| Пасифік Колізіум  | Пасифік Колізіум Медісон-сквер-гарденclass=notpageimage\| Арени фіналу Кубка Стенлі 1994 | Медісон-сквер-гарден |
| Місткість: 16 281 | Пасифік Колізіум Медісон-сквер-гарденclass=notpageimage\| Арени фіналу Кубка Стенлі 1994 | Місткість: 18 006    |
|                   | Пасифік Колізіум Медісон-сквер-гарденclass=notpageimage\| Арени фіналу Кубка Стенлі 1994 |                      |

## Серія
| 31 травня 1994 | Ванкувер Канакс | 3 : 2 (ОТ) (0:1, 0:0, 2:1, 1:0) | Нью-Йорк Рейнджерс | Медісон-сквер-гарден, Нью-Йорк |

| Протокол                                                      | Протокол     | Протокол                                     | Протокол    | Протокол |
| ------------------------------------------------------------- | ------------ | -------------------------------------------- | ----------- | -------- |
|                                                               | Кірк Мак-Лін | Голкіпери                                    | Майк Ріхтер |          |
| Бред Гедікен (45:45) Мартін Желіна (59:00) Грег Адамс (79:26) |              | Стів Лармер (03:32) Олексій Ковальов (48:29) |             |          |
| 12 хв.                                                        | Вилучення    | 14 хв.                                       |             |          |
| 31                                                            | Кидки        | 54                                           |             |          |

| 2 червня 1994 | Ванкувер Канакс | 1 : 3 (1:1, 0:1, 0:1) | Нью-Йорк Рейнджерс | Медісон-сквер-гарден |

| Протокол               | Протокол                   | Протокол                                                      | Протокол    | Протокол |
| ---------------------- | -------------------------- | ------------------------------------------------------------- | ----------- | -------- |
|                        | Кірк Мак-Лін (00:00-59:03) | Голкіпери                                                     | Майк Ріхтер |          |
| Сержіо Момессо (14:04) |                            | Даг Лідстер (06:22) Гленн Андерсон (31:42) Браєн Літч (59:55) |             |          |
| 22 хв.                 | Вилучення                  | 16 хв.                                                        |             |          |
| 29                     | Кидки                      | 40                                                            |             |          |

| 4 червня 1994 | Нью-Йорк Рейнджерс | 5 : 1 (2:1, 1:0, 2:0) | Ванкувер Канакс | Пасифік Колізіум, Ванкувер |

| Протокол                                                                                                  | Протокол    | Протокол           | Протокол     | Протокол |
| --- | ----------- | ------------------ | ------------ | -------- |
| | Майк Ріхтер | Голкіпери          | Кірк Мак-Лін |          |
| Браєн Літч (13:19) Гленн Андерсон (19:19) Браєн Літч (38:32) Стів Лармер (40:25) Олексій Ковальов (53:03) |             | Павло Буре (01:39) |              |          |
| 20 хв. | Вилучення   | 37 хв.             |              |          |
| 25 | Кидки       | 25                 |              |          |

| 7 червня 1994 | Нью-Йорк Рейнджерс | 4 : 2 (0:2, 0:2, 0:2) | Ванкувер Канакс | Пасифік Колізіум |

| Протокол                                                                             | Протокол    | Протокол                                    | Протокол                   | Протокол |
| ------------------------------------------------------------------------------------ | ----------- | ------------------------------------------- | -------------------------- | -------- |
|                                                                                      | Майк Ріхтер | Голкіпери                                   | Кірк Мак-Лін (00:00-59:00) |          |
| Браєн Літч (24:03) Сергій Зубов (39:44) Олексій Ковальов (55:05) Стів Лармер (57:56) |             | Тревор Лінден (13:25) Кліфф Роннінг (16:19) |                            |          |
| 19 хв.                                                                               | Вилучення   | 16 хв.                                      |                            |          |
| 27                                                                                   | Кидки       | 30                                          |                            |          |

| 9 червня 1994 | Ванкувер Канакс | 6 : 3 (0:0, 1:0, 5:3) | Нью-Йорк Рейнджерс | Медісон-сквер-гарден |

| Протокол | Протокол     | Протокол                                                    | Протокол    | Протокол |
| --- | ------------ | ----------------------------------------------------------- | ----------- | -------- |
| | Кірк Мак-Лін | Голкіпери                                                   | Майк Ріхтер |          |
| Джефф Браун (28:10) Джефф Кортналл (40:26) Павло Буре (42:48) Дейв Бабич (49:31) Джефф Кортналл (52:20) Павло Буре (53:04) |              | Даг Лідстер (43:27) Стів Лармер (46:20) Марк Мессьє (49:02) |             |          |
| 20 хв. | Вилучення    | 31 хв.                                                      |             |          |
| 37 | Кидки        | 38                                                          |             |          |

| 11 червня 1994 | Нью-Йорк Рейнджерс | 1 : 4 (0:1, 1:1, 0:2) | Ванкувер Канакс | Пасифік Колізіум |

| Протокол                 | Протокол    | Протокол                                                                              | Протокол     | Протокол |
| ------------------------ | ----------- | ------------------------------------------------------------------------------------- | ------------ | -------- |
|                          | Майк Ріхтер | Голкіпери                                                                             | Кірк Мак-Лін |          |
| Олексій Ковальов (34:42) |             | Джефф Браун (09:42) Джефф Кортналл (32:29) Джефф Браун (48:35) Джефф Кортналл (58:28) |              |          |
| 4 хв.                    | Вилучення   | 6 хв.                                                                                 |              |          |
| 29                       | Кидки       | 31                                                                                    |              |          |

| 14 червня 1994 | Ванкувер Канакс | 2 : 3 (0:2, 1:1, 1:0) | Нью-Йорк Рейнджерс | Медісон-сквер-гарден |

| Протокол                                    | Протокол                   | Протокол                                                   | Протокол    | Протокол |
| ------------------------------------------- | -------------------------- | ---------------------------------------------------------- | ----------- | -------- |
|                                             | Кірк Мак-Лін (00:00-59:03) | Голкіпери                                                  | Майк Ріхтер |          |
| Тревор Лінден (25:21) Тревор Лінден (44:50) |                            | Браєн Літч (11:02) Адам Грейвс (14:45) Марк Мессьє (33:29) |             |          |
| 10 хв.                                      | Вилучення                  | 8 хв.                                                      |             |          |
| 30                                          | Кидки                      | 35                                                         |             |          |

| Володар Кубка Стенлі 1994          |
| ---------------------------------- |
| Нью-Йорк Рейнджерс четвертий титул |

## Володарі Кубка Стенлі
| Володарі Кубка Стенлі «Нью-Йорк Рейнджерс» | Воротарі: Майк Ріхтер, Гленн Гілі Захисники: Браєн Літч, Кевін Лоу, Даг Лідстер, Сергій Зубов, Джефф Б'юкебум, Джей Веллс, Олександр Карповцев Нападники: Марк Мессьє (К), Сергій Нємчинов, Крейг Мактевіш, Майк Гадсон, Олексій Ковальов, Ед Ольчик, Адам Грейвс, Еса Тікканен, Браян Нунан, Грег Гілберт, Майк Гартмен, Нік Кіпреос, Джо Кочур, Стів Лармер, Стефан Меттью, Гленн Андерсон Головний тренер: Майк Кінен Генеральний менеджер: Ніл Сміт |